# Hydroptila tobaga
Hydroptila tobaga är en nattsländeart som beskrevs av Botosaneanu in Botosaneanu och Alkins-koo 1993. Hydroptila tobaga ingår i släktet Hydroptila och familjen smånattsländor. Inga underarter finns listade i Catalogue of Life.